# Ligat ha’Al (baloncesto) 2024-25
La Ligat ha'Al 2024-25 fue la edición número 71 de la Ligat ha'Al, la máxima competición de baloncesto de Israel. La liga comenzó en octubre de 2024, y finalizó con los playoffs en junio de 2025. La temporada se canceló antes del último partido del campeonato de las finales entre Maccabi Tel Aviv BC y Hapoel Jerusalén debido a la guerra entre Irán e Israel, y terminó sin un campeón.

## Formato
La temporada regular se jugará en un formato de todos contra todos, a doble vuelta. Los 6 primeros clasificados avanzarán a los playoffs, donde los equipos del 7.º al 10.º puesto se enfrentarán entre sí en el enfrentamiento de play-in. Cada partido será organizado por el equipo con el mejor récord de la temporada regular. El formato es similar a las dos primeras rondas del sistema Page-McIntyre para un playoff de cuatro equipos, y es idéntico al del torneo de play-in de la NBA. Primero, el 7.º clasificado recibe al 8.º, y el ganador avanza a los playoffs; de la misma manera, el 9.º clasificado recibe al 10.º, y el perdedor es eliminado. Luego, el perdedor del partido de 7 contra 8 recibe al ganador del partido de 9 contra 10, y el ganador de ese partidoobtiene el último lugar en los playoffs. Los equipos del 11.º al 14.º puesto jugarán en un formato de 4 rondas (2 todos contra todos), los dos últimos equipos descenderán a la Liga Leumit.

## Equipos
El Hapoel Eilat descendió a la Liga Leumit tras acabar último la temporada anterior. El Hapoel Gilboa Galil y el Elitzur Netanya ascendieron tras ganas sus respectivas semifinales de la Liga Leumit la temporada anterior, volviendo a dejar la temporada con 14 equipos, uno más que en 2023-24.
| Equipo                  | Ciudad        | Estadio                | Capacidad |
| ----------------------- | ------------- | ---------------------- | --------- |
| Bnei Herzliya           | Herzliya      | HaYovel Herzliya       | 1,500     |
| Elitzur Netanya         | Netanya       | Netanya Arena          | 2,500     |
| Hapoel Afula            | Afula         | Nir Ha'emak Hall       | 1,000     |
| Hapoel Be'er Sheva      | Be'er Sheva   | Conch Arena            | 3,000     |
| Hapoel Galil Elyon      | Kiryat Shmona | HaPais Kfar Blum       | 2,000     |
| Hapoel Gilboa Galil     | Gan Ner       | Gan Ner Sports Hall    | 2,057     |
| Hapoel Haifa            | Haifa         | Romema Arena           | 5,000     |
| Hapoel Holon            | Holon         | Holon Toto Hall        | 5,500     |
| Hapoel Jerusalem        | Jerusalén     | Jerusalem Payis Arena  | 11,000    |
| Hapoel Tel Aviv         | Tel Aviv      | Menora Mivtachim Arena | 10,383    |
| Ironi Nes Ziona         | Ness Ziona    | Lev Hamoshava          | 1,200     |
| Ironi Kiryat Ata        | Kiryat Ata    | Ramaz Hall             | 1,200     |
| Maccabi Ironi Ramat Gan | Ramat Gan     | Zisman Hall            | 1,500     |
| Maccabi Tel Aviv        | Tel Aviv      | Menora Mivtachim Arena | 10,383    |

## Resultados

### Temporada regular
|                                               | Equipo              | J  | G  | P  | PF   | PC   | DP   | PTS |
| --------------------------------------------- | ------------------- | -- | -- | -- | ---- | ---- | ---- | --- |
| 1                                             | Maccabi Tel Aviv    | 25 | 21 | 4  | 2240 | 2030 | 210  | 46  |
| 2                                             | Tel Aviv            | 25 | 22 | 3  | 2233 | 1916 | 317  | 46  |
| 3                                             | Hapoel Jerusalem    | 25 | 19 | 6  | 2187 | 1939 | 248  | 44  |
| 4                                             | Bnei Herzliya       | 26 | 15 | 11 | 2285 | 2326 | -41  | 41  |
| 5                                             | Hapoel Holon        | 26 | 14 | 12 | 2111 | 2073 | 38   | 40  |
| 6                                             | Ramat Gan           | 25 | 13 | 12 | 2168 | 2097 | 71   | 38  |
| 7                                             | Ironi Nes Ziona     | 25 | 12 | 13 | 2109 | 2116 | -7   | 37  |
| 8                                             | Hapoel Galil Elyon  | 25 | 11 | 14 | 1932 | 2025 | -93  | 36  |
| 9                                             | Hapoel Be'er Sheva  | 25 | 11 | 14 | 2104 | 2137 | -33  | 36  |
| 10                                            | Hapoel Gilboa Galil | 25 | 11 | 14 | 2036 | 2040 | -4   | 36  |
| 11                                            | Hapoel Afula        | 26 | 9  | 17 | 2139 | 2187 | -48  | 35  |
| 12                                            | Elitzur Netanya     | 26 | 8  | 18 | 2051 | 2238 | -187 | 34  |
| 13                                            | Kiryat Ata          | 25 | 8  | 17 | 2029 | 2192 | -163 | 33  |
| 14                                            | Hapoel Haifa        | 25 | 3  | 22 | 2055 | 2363 | -308 | 28  |
| Fuente: Ligat ha’Al; actualización automática |                     |    |    |    |      |      |      |     |

### Rondas 1 a 26
| Local \ Visitante         | BNH     | ENE    | HAF   | HBS    | HGE     | HGG    | HHA    | HHO    | HJE    | HTA    | IKA    | INZ    | MRG    | MTA     |
| ------------------------- | ------- | ------ | ----- | ------ | ------- | ------ | ------ | ------ | ------ | ------ | ------ | ------ | ------ | ------- |
| Bnei Herzliya             |         | 88–91  | 99–92 | 87–81  | 85–79   | 88–83  | 100–92 | 89–80  | 68–66  | 91–95  | 90–77  | 84–86  | 88–86  | 106–101 |
| Elitzur Netanya           | 80–85   |        | 92–84 | 80–96  | 88–56   | 66–83  | 78–75  | 87–83  | 74–98  | 70–96  | 89–74  | 75–80  | 95–89  | 72–76   |
| Hapoel Afula              | 111–97  | 86–78  |       | 92–93  | 87–65   | 96–62  | 86–74  | 86–76  | 84–82  | 74–99  | 76–88  | 96–86  | 68–84  | 75–87   |
| Hapoel Be'er Sheva/Dimona | 97–98   | 88–69  | 78–73 |        | 89–84   | 72–88  | 81–87  | 81–101 | 68–104 | 88–98  | 86–77  | 90–85  | 104–84 | 75–93   |
| Hapoel Galil Elyon        | 87–93   | 69–65  | 88–77 | 60–74  |         | 76–69  | 87–69  | 67–70  | 87–82  | 64–79  | 97–82  | 77–65  | 80–96  | 67–79   |
| Hapoel Gilboa Galil       | 86–93   | 100–67 | 84–76 | 78–83  | 77–93   |        | 100–81 | 79–83  | 81–89  | 56–73  | 85–60  | 88–83  | 78–74  | 73–80   |
| Hapoel Haifa              | 101–109 | 94–85  | 97–77 | 77–107 | 112–116 | 83–94  |        | 80–81  | 61–82  | 79–108 | 86–100 | 89–99  | 79–106 | 67–106  |
| Hapoel Holon              | 84–71   | 97–64  | 82–74 | 88–82  | 80–77   | 80–89  | 89–71  |        | 79–85  | 68–72  | 87–72  | 91–85  | 77–67  | 72–79   |
| Hapoel Jerusalem          | 94–79   | 93–76  | 80–78 | 83–81  | 84–80   | 85–75  | 106–83 | 91–66  |        | 72–85  | 89–66  | 94–89  | 86–87  | 101–84  |
| Hapoel Tel Aviv           | 97–79   | 96–85  | 85–62 | 82–83  | 99–77   | 94–74  | Apr 24 | 84–68  | 77–92  |        | 96–95  | 100–77 | 88–82  | 76–70   |
| Ironi Kiryat Ata          | 93–78   | 64–84  | 67–84 | 84–79  | 85–64   | 70–83  | 89–84  | 92–98  | 88–85  | 77–94  |        | 88–103 | 93–83  | 90–102  |
| Ironi Ness Ziona          | 93–83   | 91–72  | 87–74 | 107–97 | 74–76   | 101–83 | 86–68  | 72–60  | 74–81  | 54–90  | 97–82  |        | 61–76  | 98–103  |
| Maccabi Ironi Ramat Gan   | 89–75   | 98–86  | 85–82 | 85–78  | 81–83   | 79–83  | 89–79  | 90–88  | 75–82  | 82–91  | 93–75  | 108–84 |        | 87–98   |
| Maccabi Tel Aviv          | 105–82  | 99–83  | 92–89 | 77–62  | 73–60   | 89–83  | 102–87 | 86–83  | 83–95  | 97–79  | 93–80  | 85–81  | 94–87  |         |

### Play-in
|  | Ronda 1 | Ronda 1                   | Ronda 1                   |    |   | Ronda 2          | Ronda 2 | Ronda 2 |   |                  | Clasificados | Clasificados        | Clasificados |
|  |         |                           |                           |    |   |                  |         |         |   |                  |              |                     |              |
|  | 7       | Ironi Ness Ziona          | 83                        |    |   |                  |         |         |   |                  |              |                     |              |
|  | 8       | Hapoel Gilboa Galil       | 91                        |    |   |                  |         |         |   |                  | 8            | Hapoel Gilboa Galil | 7.ºPO        |
|  |         |                           |                           |    | 7 | Ironi Ness Ziona | 83      |         | 7 | Ironi Ness Ziona | 8.ºPO        |                     |              |
|  |         | 10                        | Hapoel Be'er Sheva/Dimona | 74 |   |                  |         |         |   |                  |              |                     |              |
|  | 9       | Hapoel Galil Elyon        | 64                        |    |   |                  |         |         |   |                  |              |                     |              |
|  | 10      | Hapoel Be'er Sheva/Dimona | 67                        |    |   |                  |         |         |   |                  |              |                     |              |

### Playoffs
|  | Cuartos de final | Cuartos de final        | Cuartos de final | Cuartos de final | Cuartos de final | Cuartos de final | Cuartos de final | Cuartos de final |     |                  | Semifinales      | Semifinales | Semifinales | Semifinales | Semifinales | Semifinales |  |  | Finales | Finales | Finales | Finales | Finales | Finales |  |
|  |                  |                         |                  |                  |                  |                  |                  |                  |     |                  |                  |             |             |             |             |             |  |  |         |         |         |         |         |         |  |
|  | 1                | Maccabi Tel Aviv        | 96               | 83               | 98               | –                | –                | 3                |     |                  |                  |             |             |             |             |             |  |  |         |         |         |         |         |         |  |
|  | 1                | Maccabi Tel Aviv        | 96               | 83               | 98               | –                | –                | 3                |     |                  |                  |             |             |             |             |             |  |  |         |         |         |         |         |         |  |
|  | 8                | Ironi Ness Ziona        | 73               | 65               | 75               | –                | –                | 0                |     |                  |                  |             |             |             |             |             |  |  |         |         |         |         |         |         |  |
|  | 8                | Ironi Ness Ziona        | 73               | 65               | 75               | –                | –                | 0                |     | 1                | Maccabi Tel Aviv | 90          | 85          | –           | 2           |             |  |  |         |         |         |         |         |         |  |
|  |                  |                         |                  |                  |                  |                  |                  |                  |     | 1                | Maccabi Tel Aviv | 90          | 85          | –           | 2           |             |  |  |         |         |         |         |         |         |  |
|  |                  |                         | 5                | Hapoel Holon     | 81               | 73               | –                | 0                |     |                  |                  |             |             |             |             |             |  |  |         |         |         |         |         |         |  |
|  | 4                | Bnei Herzliya           | 5                | Hapoel Holon     | 81               | 73               | –                | 0                | 78  | 94               | 94               | 96          |             | 2           |             |             |  |  |         |         |         |         |         |         |  |
|  | 4                | Bnei Herzliya           |                  |                  |                  |                  |                  |                  |     |                  | 94               | 96          |             | 2           |             |             |  |  |         |         |         |         |         |         |  |
|  | 5                | Hapoel Holon            | 86               | 99               | 86               | 95               |                  | 2                |     |                  |                  |             |             |             |             |             |  |  |         |         |         |         |         |         |  |
|  | 5                | Hapoel Holon            | 86               | 99               | 86               | 95               |                  | 2                | 1   | Maccabi Tel Aviv | 91               | 74          | C           | 1           |             |             |  |  |         |         |         |         |         |         |  |
|  |                  |                         |                  |                  |                  |                  |                  |                  |     |                  |                  |             |             |             |             |             |  |  |         |         |         |         |         |         |  |
|  |                  |                         | 3                | Hapoel Jerusalem | 88               | 77               | C                | 1                |     |                  |                  |             |             |             |             |             |  |  |         |         |         |         |         |         |  |
|  | 2                | Hapoel Tel Aviv         | 3                | Hapoel Jerusalem | 88               | 77               | C                | 1                | 103 | 93               | 86               | –           | –           | 3           |             |             |  |  |         |         |         |         |         |         |  |
|  | 2                | Hapoel Tel Aviv         |                  |                  |                  |                  |                  |                  |     |                  | 86               | –           | –           | 3           |             |             |  |  |         |         |         |         |         |         |  |
|  | 7                | Hapoel Gilboa Galil     | 95               | 78               | 72               | –                | –                | 0                |     |                  |                  |             |             |             |             |             |  |  |         |         |         |         |         |         |  |
|  | 7                | Hapoel Gilboa Galil     | 95               | 78               | 72               | –                | –                | 0                |     | 2                | Hapoel Tel Aviv  | 88          | 87          | 83          | 1           |             |  |  |         |         |         |         |         |         |  |
|  |                  |                         |                  |                  |                  |                  |                  |                  |     | 2                | Hapoel Tel Aviv  | 88          | 87          | 83          | 1           |             |  |  |         |         |         |         |         |         |  |
|  |                  |                         | 3                | Hapoel Jerusalem | 85               | 98               | 86               | 2                |     |                  |                  |             |             |             |             |             |  |  |         |         |         |         |         |         |  |
|  | 3                | Hapoel Jerusalem        | 3                | Hapoel Jerusalem | 85               | 98               | 86               | 2                | 81  | 102              | 87               | –           | –           | 3           |             |             |  |  |         |         |         |         |         |         |  |
|  | 3                | Hapoel Jerusalem        |                  |                  |                  |                  |                  |                  |     |                  | 87               | –           | –           | 3           |             |             |  |  |         |         |         |         |         |         |  |
|  | 6                | Maccabi Ironi Ramat Gan | 58               | 100              | 61               | –                | –                | 0                |     |                  |                  |             |             |             |             |             |  |  |         |         |         |         |         |         |  |

## Galardones

### Jugador de la semana
| Jornada   | Jugador            | Equipo                    | Eficiencia | Ref     |
| Octubre   | Octubre            | Octubre                   | Octubre    | Octubre |
| --------- | ------------------ | ------------------------- | ---------- | ------- |
| 1         | Johnathan Motley   | Hapoel Tel Aviv           | 32         | [ 6 ]   |
| 2         | Marcus Bingham     | Hapoel Holon              | 39         | [ 7 ]   |
| 3         | Tomer Ginat        | Hapoel Tel Aviv           | 27         | [ 8 ]   |
| 4         | Chavaughn Lewis    | Ironi Kiryat Ata          | 36         | [ 9 ]   |
| Noviembre |                    |                           |            |         |
| 5         | Jared Harper (1/3) | Hapoel Jerusalem          | 26         | [ 10 ]  |
| 6         | Chris Silva (1/2)  | Bnei Herzliya             | 32         | [ 11 ]  |
| 7         | Ishmael El-Amin    | Hapoel Gilboa Galil       | 23         | [ 12 ]  |
| 8         | Justyn Mutts       | Hapoel Afula              | 26         | [ 13 ]  |
| Diciembre |                    |                           |            |         |
| 9         | Jaylen Hoard       | Maccabi Tel Aviv          | 32         | [ 14 ]  |
| 10        | Roman Sorkin       | Maccabi Tel Aviv          | 28         | [ 15 ]  |
| 11        | Jared Harper (2/3) | Hapoel Jerusalem          | 30         | [ 16 ]  |
| 12        | Yiftach Ziv        | Hapoel Holon              | 30         | [ 17 ]  |
| Enero     |                    |                           |            |         |
| 13        | Roi Huber          | Maccabi Ironi Ramat Gan   | 14         | [ 18 ]  |
| 14        | Liam O'Reilly      | Ironi Kiryat Ata          | 30         | [ 19 ]  |
| 15        | Gur Lavy           | Hapoel Gilboa Galil       | 33         | [ 20 ]  |
| Febrero   |                    |                           |            |         |
| 16        | Iverson Molinar    | Hapoel Be'er Sheva/Dimona | 30         | [ 21 ]  |
| 17        | Silvio De Sousa    | Ironi Kiryat Ata          | 48         | [ 22 ]  |
| Marzo     |                    |                           |            |         |
| 18        | Bryce Brown        | Ironi Ness Ziona          | 26         | [ 23 ]  |
| 19        | Yam Madar          | Hapoel Tel Aviv           | 31         | [ 24 ]  |
| 20        | Chris Silva (2/2)  | Bnei Herzliya             | 36         | [ 25 ]  |
| 21        | Jake Van Tubbergen | Ironi Ness Ziona          | 53         | [ 26 ]  |
| 22        | Justin McKoy       | Hapoel Be'er Sheva/Dimona | 33         | [ 27 ]  |
| Abril     |                    |                           |            |         |
| 23        | Jared Harper (3/3) | Hapoel Jerusalem          | 22         | [ 28 ]  |
| 24        | Elijah Stewart     | Bnei Herzliya             | 35         | [ 29 ]  |
| 25        | Marcus Carr        | Hapoel Galil Elyon        | 29         | [ 30 ]  |
| 26        | Carlos Marshall    | Elitzur Netanya           | 24         | [ 31 ]  |

### Jugador del mes
| Mes           | Jugador          | Equipo                  | Eficiencia | Ref    |
| ------------- | ---------------- | ----------------------- | ---------- | ------ |
| Octubre       | Jimmy Clark      | Bnei Herzliya           | 17.8       | [ 32 ] |
| Noviembre     | Jared Harper     | Hapoel Jerusalem        | 24.3       | [ 33 ] |
| Diciembre     | J'Covan Brown    | Hapoel Afula            | 22.3       | [ 34 ] |
| Enero         | Amin Stevens     | Maccabi Ironi Ramat Gan | 21.8       | [ 35 ] |
| Febrero–Marzo | Trevion Williams | Maccabi Tel Aviv        | 16.3       | [ 36 ] |

### Jugador israelí del mes
| Mes           | Jugador       | Equipo                  | Eficiencia | Ref    |
| ------------- | ------------- | ----------------------- | ---------- | ------ |
| Octubre       | Gur Lavy      | Hapoel Gilboa Galil     | 18.3       | [ 37 ] |
| Noviembre     | Ethan Burg    | Bnei Herzliya           | 14.2       | [ 38 ] |
| Diciembre     | Yovel Zoosman | Hapoel Jerusalem        | 18.8       | [ 39 ] |
| Enero         | Roi Huber     | Maccabi Ironi Ramat Gan |            | [ 40 ] |
| Febrero–Marzo | Yam Madar     | Hapoel Tel Aviv         | 20.8       | [ 41 ] |

### Entrenador del mes
| Mes           | Entrenador         | Equipo                  | G-P | Ref.   |
| ------------- | ------------------ | ----------------------- | --- | ------ |
| Octubre       | Yehu Orland        | Bnei Herzliya           | 3–1 | [ 42 ] |
| Noviembre     | Yonatan Alon (1/2) | Hapoel Jerusalem        | 3–0 | [ 43 ] |
| Diciembre     | Yonatan Alon (2/2) | Hapoel Jerusalem        | 4–1 | [ 44 ] |
| Enero         | Shmulik Brenner    | Maccabi Ironi Ramat Gan | 4–0 | [ 45 ] |
| Febrero–Marzo | Dimitrios Itoudis  | Hapoel Tel Aviv         | 7–1 | [ 46 ] |